# Câmara Municipal de São Luís
Câmara Municipal de São Luís é o órgão legislativo do município de São Luís, no Maranhão, é composta de 31 vereadores.

## História
Foi instalada de forma efetiva em 1619, após a expulsão dos franceses, com a chegada de 200 casais açorianos. Por determinação do general Alexandre de Moura, foi doada uma légua de terra para a instalação da futura Câmara, o que iria ocorrer no governo do Capitão-mor Felipe Diogo da Costa Machado (1619-1622).
No período colonial, as câmaras municipais eram responsáveis pela manutenção da ordem e administração das vilas e cidades dos domínios coloniais de Portugal. Cabia a elas a coleta de impostos, regular o exercício de profissões e ofícios, regular o comércio, cuidar da preservação do patrimônio público, criar e gerenciar prisões, etc.
Até o século XVII, era composta por dois juízes ordinários, três vereadores e um procurador. A partir do século XVIII, surgiu o cargo de juiz de fora. No processo de eleição dos três cargos, os denominados homens-bons (normalmente proprietários de terra) escolhiam os eleitores e estes elegiam os membros da Câmara. Outros cargos que auxiliavam os membros da Câmara na administração da cidade eram: escrivão, almotacés, tesoureiro, alcaide, porteiro, afilador, arruador, dentre outros.
As câmaras municipais passariam por mudanças durante o Império do Brasil, com redução de seus poderes, cabendo ao vereador mais votado assumir a presidência da câmara (com função adicional equivalente à do atual prefeito).
Com a Proclamação da República, cria-se o cargo de intendente e, posteriormente, o de prefeito e as prefeituras, que passam a exercer as funções executivas do município, enquanto que as câmaras municipais se limitam às funções legislativas.

## Edício-sede
Atualmente, a Câmara Municipal fica localiza na Rua da Estrela, no Centro da cidade. Há um projeto de transferência da sede para o prédio da antiga Fábrica São Luís, mas a obra depende de recursos financeiros e autorização do IPHAN.
No passado, funcionava no Palácio de La Ravardière, atual sede da Prefeitura de São Luís.

## Composição
Atualmente, a Câmara Municipal é composta por 31 vereadores, conforme definido na Constituição Federal de 1988.

### Mesa Diretora
Em eleição realizada em janeiro de 2025, para o biênio 2025-2027, ficou assim determinada a composição da mesa diretora:
| Posição            | Nome               | Partido |
| ------------------ | ------------------ | ------- |
| Presidente         | Paulo Victor       | PSB     |
| 1º Vice-presidente | Concita Pinto      | PSB     |
| 2º Vice-presidente | Beto Castro        | Avante  |
| 3º Vice-presidente | Raimundo Penha     | PDT     |
| 1º Secretário      | Thyago Freitas     | PRD     |
| 2ª Secretário      | Aldir Júnior       | PL      |
| 3ª Secretário      | Daniel Oliveira    | PSD     |
| 4ª Secretária      | Clara Gomes        | PSD     |
| 5ª Secretário      | Cleber Verde Filho | MDB     |

### Vereadores da legislatura 2025-2029
A composição da Câmara Municipal para o quadriênio 2025-2029 foi determinada por voto proporcional nas eleições de 2024:
| Candidato(a)                | Partido           | Votação | %     | Cidade de origem | Unidade federativa | Situação         |
| --------------------------- | ----------------- | ------- | ----- | ---------------- | ------------------ | ---------------- |
| Douglas Pinto               | PSD               | 16.036  | 2,78% | São Luís         | Maranhão           | Eleito por QP    |
| Marquinhos                  | União             | 12.200  | 2,12% | Cururupu         | Maranhão           | Eleito por QP    |
| Aldir Júnior                | PL                | 10.633  | 1,85% | Parambu          | Ceará              | Eleito por QP    |
| Edson Gaguinho              | PP                | 10.355  | 1,80% | São Luís         | Maranhão           | Eleito por QP    |
| Paulo Victor                | PSB               | 9.956   | 1,73% | São Luís         | Maranhão           | Eleito por QP    |
| Coletivo Nós Jhonatan       | PT (FE Brasil)    | 9.847   | 1,71% | São Luís         | Maranhão           | Eleito por QP    |
| Concita Pinto               | PSB               | 8.664   | 1,50% | São Luís         | Maranhão           | Eleito por QP    |
| Astro de Ogum               | PCdoB (FE Brasil) | 8.604   | 1,49% | São Luís         | Maranhão           | Eleito por QP    |
| Andrey Monteiro             | PV (FE Brasil)    | 8.207   | 1,43% | São Luís         | Maranhão           | Eleito por média |
| Beto Castro                 | Avante            | 8.136   | 1,41% | São Luís         | Maranhão           | Eleito por QP    |
| Octavio Soeiro              | PSB               | 8.043   | 1,40% | São Luís         | Maranhão           | Eleito por QP    |
| Wendell Martins             | PODE              | 7.698   | 1,34% | São Luís         | Maranhão           | Eleito por QP    |
| Rosana da Saúde             | REP               | 7.508   | 1,30% | Lambari          | Minas Gerais       | Eleito por QP    |
| Nato Jr                     | PSB               | 7.481   | 1,30% | São Luís         | Maranhão           | Eleito por QP    |
| Dr. Joel                    | PSD               | 7.319   | 1,27% | Pinheiro         | Maranhão           | Eleito por QP    |
| Antônio Garcez              | PP                | 7.190   | 1,25% | São Luís         | Maranhão           | Eleito por QP    |
| Daniel Oliveira             | PSD               | 7.188   | 1,25% | São Luís         | Maranhão           | Eleito por QP    |
| André Campos                | PP                | 6.527   | 1,13% | São Luís         | Maranhão           | Eleito por média |
| Marlon Botão                | PSB               | 6.341   | 1,10% | São Luís         | Maranhão           | Eleito por média |
| Thyago Freitas              | PRD               | 6.298   | 1,09% | São Luís         | Maranhão           | Eleito por QP    |
| Marcelo Poeta               | PSB               | 6.173   | 1,07% | São Luís         | Maranhão           | Eleito por média |
| Raimundo Jr.                | PODE              | 6.022   | 1,05% | São Luís         | Maranhão           | Eleito por QP    |
| Clara Gomes                 | PSD               | 5.898   | 1,02% | São Luís         | Maranhão           | Eleito por QP    |
| Raimundo Penha              | PDT               | 5.768   | 1,00% | Matinha          | Maranhão           | Eleito por QP    |
| Thay Evangelista            | União             | 5.667   | 0,98% | São Luís         | Maranhão           | Eleito por QP    |
| Marcos Castro               | PSD               | 5.431   | 0,94% | São Luís         | Maranhão           | Eleito por média |
| Cleber Verde Filho          | MDB               | 5.180   | 0,90% | São Luís         | Maranhão           | Eleito por QP    |
| Fábio Macedo Filho          | PODE              | 4.144   | 0,89% | Teresina         | Piauí              | Eleito por média |
| Flávia Berthier             | PL                | 4.857   | 0,84% | Guimarães        | Maranhão           | Eleito por QP    |
| Rommeo Amin Coletivo Unidos | PRD               | 4.144   | 0,72% | São Luís         | Maranhão           | Eleito por QP    |
| Professora Magnólia         | União             | 3.757   | 0,65% | São Luís         | Maranhão           | Eleito por média |